# Blossia unguicornis
Blossia unguicornis är en spindeldjursart som beskrevs av Simon 1880. Blossia unguicornis ingår i släktet Blossia och familjen Daesiidae. Inga underarter finns listade.